# ノイベルク (ヘッセン)
ノイベルク (ドイツ語: Neuberg) は、ドイツ連邦共和国ヘッセン州南東部のマイン＝キンツィヒ郡の町村（以下、本項では便宜上「町」と記述する）である。

## 地理

### 位置
ノイベルクは、ライン＝マイン大都市圏の東部に位置する。北はフォーゲルスベルク山地の支脈に接する。町域の高度は、南部の海抜 122 m から北部の 海抜 196 m までの間にある。ハーナウまでは約 10 km、フランクフルト・アム・マインへは約 30 km の距離にある。

### 隣接する市町村
ノイベルクは、北はハンマースバッハ、北東はロネブルク、東はランゲンゼルボルト、南はエルレンゼー、西はブルフケーベルと境を接している。

### 自治体の構成
ノイベルクは、ラフォルツハウゼンとリューディクハイムとの2つの地区からなる。

## 宗教
2つの地区には、それぞれプロテスタントの教会がある。この町は主にプロテスタントの町である。特にリューディクハイムの教会は歴史的に興味深い。この教会は、かつて聖ヨハネ騎士団の教会で、マイン＝キンツィヒ郡で最も古い教会の一つである。この他にムスリムも多く住んでいる。

## 行政

### 議会
ノイベルクの町議会は、23議席からなる。

## 文化と見所

### サークル、協会、クラブ活動
- ティシュテニスフェライン・ノイベルク e.V. （卓球クラブ）

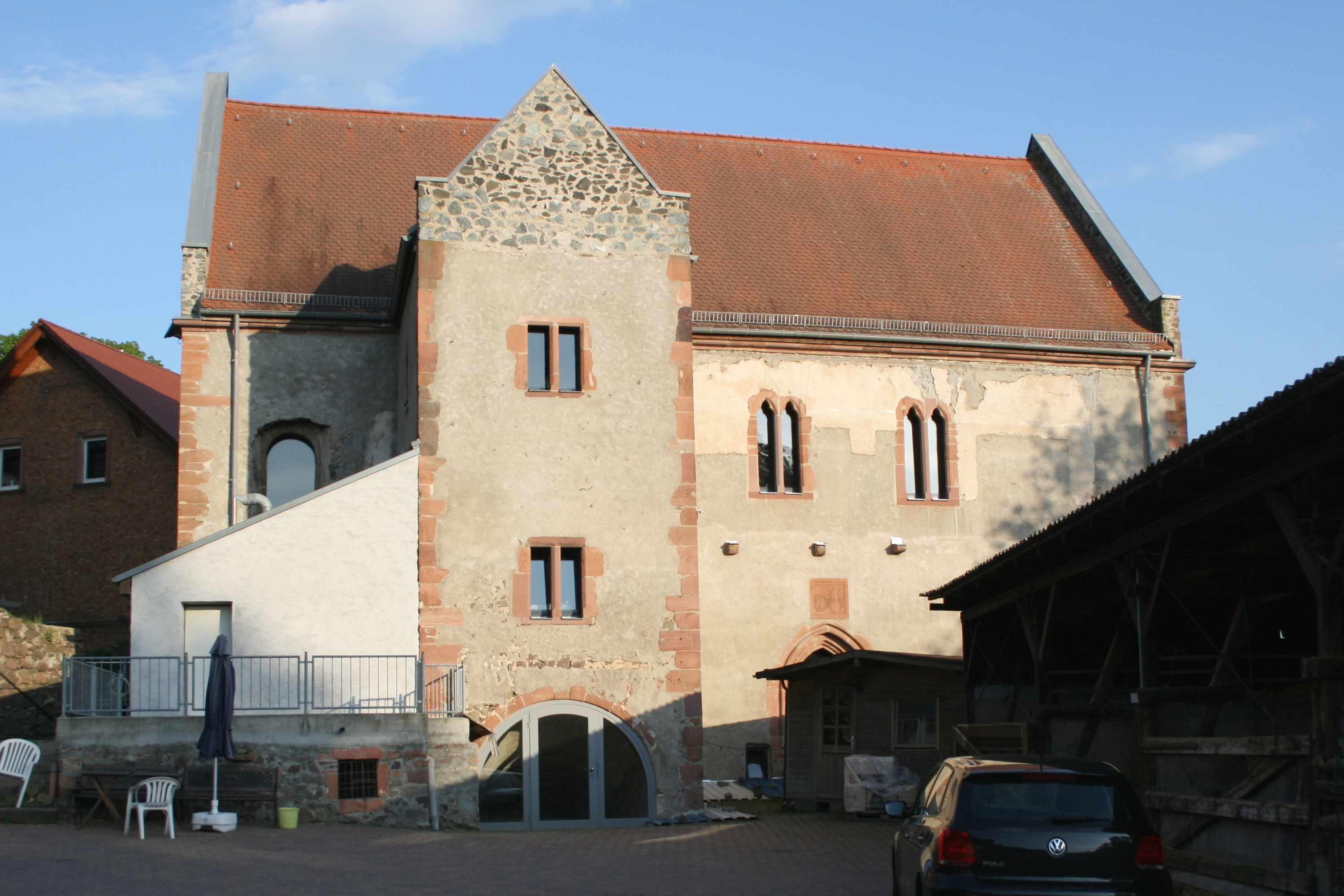
聖ヨハネ騎士修道会

### 建造物
- オーバーゲルマニシュ＝レティシュ・リーメスがノイベルク町内を通っていた。
- リューディクハイムのゴシック教会
- リューディクハイムの聖ヨハネ騎士修道会
- エーリヒ＝ジムドルン＝シューレ（2つの集落の間に造られたヘッセン初の「ミッテルプンクトシューレ」）

### 年中行事
- ノイブルクの平和の鳩デュアスロン
- クリスマスマーケット

## 人物

### ゆかりの人物
- ヨハン・ルートヴィヒ・クリスト（1739年 - 1813年）牧師、果樹学者、昆虫学者。1767年からリューディクハイムの牧師を務めた。

## 引用
1. ↑  Hessisches Statistisches Landesamt: Bevölkerung in Hessen am 31.12.2023 (Landkreise, kreisfreie Städte und Gemeinden, Einwohnerzahlen auf Grundlage des Zensus 2011)]
2. ↑  2011年3月27日の町議会議員選挙結果、ヘッセン統計局（2012年11月19日 閲覧）